# Кыштымский горный округ
Кыштымский горный округ — административно-хозяйственное объединение металлургических предприятий (горнозаводской округ) в Российской империи на территории современной Челябинской области. Сначала центром округа считался город Касли, c 1834 года — город Кыштым. Существовал с 1810-х годов до 1890-х.
В его состав входили Верхне-Кыштымский, Нижне-Кыштымский, Каслинский, Нязепетровский, Шемахинский и Теченский заводы, рудники в Соймановской долине, а также многочисленные лесные дачи..

## Создание
Как отдельная хозяйственно-территориальная единица был сформирован и зарегистрирован екатеринбургским купцом-старообряцем Л. И. Расторгуевым.
Для этого 12 февраля 1808 года Расторгуев приобрёл Нязе-Петровский завод у И. Я. Хлебниковой. Завод был продан вместе с 456 ревизскими душами мастеровых Нязепетровского завода и 564 ревизских души крепостных крестьян мужского пола Николаевской слободы за 450 тысяч рублей.
2 сентября 1809 года Расторгуев приобрел у П. Г. Демидова Каслинский завод вместе с сёлами Воскресенским и Рождественским (3608 душ), Сорокинской пристанью и двумя дворами в Екатеринбурге и Лаишеве за 700 тыс. рублей.
Поскольку дробление округа не разрешалось, он оставался в совместной долевой собственности наследников купца до конца XIX века. 9 июня 1900 года округ был акционирован в «Общество Кыштымских горных заводов», оставаясь в собственности наследников Расторгуева. Правление общества было в Санкт-Петербурге.
Учредителями общества стали собственники округа на тот момент:
- вдова генерал-майора О. П. Дружинина (мать В. Г. Дружинина),
- вдова коллежского советника Е. В. Романова,
- вдова надворного советника княгиня М. В. Масальская,
- дочь генерал-майора, баронесса К. В. Меллер-Закомельская,
- отставной полковник, барон Ф. В. Меллер-Закомельский,
- корнет гвардии запаса, барон В. В. Меллер-Закомельский,
- надворный советник, барон Г. В. Меллер-Закомельский,
- потомственные граждане Николай и Константин Александровичи Зотовы,
- жена дворянина и почетного гражданина Е. А. Зотова.

В итоге Дружинины контролировала 25 %, Меллер-Закомельские — 50 % и Зотовы — 25 %.
К середине 1900-х годов акционерное общество
имело большую задолженность и было куплено в 1908 году компанией Kyshtym Corporation Ltd, организованной английским предпринимателем Лесли Урквартом. Бывшие акционеры получили акции новой компании и некоторые суммы денег. Под руководством Уркварта производство было существенно модернизировано и расширено, к 1912 году предприятия стали прибыльными. Выработка меди выросла с 38 тыс. пудов в
1908 году до 486 тыс. пудов в 1913 году, в это время Kyshtym Corporation производило почти 20 % российской меди.

## Управляющие
Первым управляющим был малоизвестный родственник Расторгуева.
в 1823 году, после смерти Расторгуева, округ перешёл к его дочерям, которые доверили управление заводами своим мужьям. Мужья, в свою очередь, назначили управляющим Григория Федотовича Зотова, отца одного из них. Зотов уже имел опыт управления Верх-Исетским горнозаводским округом.
В 1837 году П. Я. Харитонов и Г. Ф. Зотов за жестокое обращение с крестьянами и поддержку старобрядцев были отправлены в ссылку, управление стал осущевлять племяннк Зотова, Т. П. Зотов.
2 января 1842 года Кыштымские заводы были переданы в казённое управление и находились в руках казны до 1852 года.
Далее управляющим фактически стал муж внучки Расторгуева, отставной генерал-майор Григорий Васильевич Дружинин. Помогал в управлении Деханов, Лев Николаевич, имя которого сохранилось в названии пруда на Дальной даче.
В 1887 году управляющим назначен горный инженер Павел Михайлович Карпинский.
С 1909 года округом управляет английский предприниматель Лесли Уркварт. Лесли Уркварт переоборудовал Нижне-Кыштымский завод в медный электролитный завод, который стал первый заводом в России, где выполнялся электролиз меди. Наладил извлечение попутных металлов — золота, серебра и платины.
В 1918 году заводы были национализированы, и округ как хозяйственная единица перестал существовать.